# Morterero
Morterero es un apellido castellano originario de la provincia de Guadalajara, que en la actualidad se ha extendido por Andalucía, Aragón, Cantabria, Ceuta, Madrid y Navarra.

## Orígenes
Definido por Gerardo López de Guereñu como «persona que se dedica a fabricar morteros, escudillas, etc., de madera», se tiene constancia de su uso como apodo, tanto familiar como gentilicio en el caso de Markinez (Álava) donde sus habitantes son apodados «mortereros» por su oficio, lo que no es aventurado suponer que de apodo pasó a apellido. José Ortega y Gasset también apuntaba en el mismo sentido al afirmar, en relación con el boticario Morterero, de Campisábalo: «Parecía por su apellido predestinado al oficio».
Se ignora su procedencia, aunque desde el siglo XVII consta su avecindad en Valdearenas, donde se encuentra la casa solariega de uno de los linajes Morterero. A uno de sus miembros, Manuel Morterero, le concedió Felipe V Carta de Hidalguía en 1713 por los servicios prestados durante la guerra de sucesión española en una patrulla comandada por José Vallejo y que atosigaban a las tropas del Archiduque Carlos de Austria en la comarca de la Alcarria. También consta que el primer Borbón español se alojó en la casa que poseía este hidalgo en Argecilla tras la batalla de Villaviciosa de Tajuña. Miembros de esta familia ostentaron responsabilidades municipales en Valdearenas tanto en el siglo XVIII, como Juan y Patricio Morterero, alcalde y regidor respectivamente por el estado de hijosdalgo, como en el siglo XIX, con Valentín Morterero, alcalde constitucional de dicho municipio de 1865 a 1866.
En América, consta la existencia durante el siglo XVIII del sacerdote licenciado Francisco Morterero en la provincia de Guayas (Ecuador).
.

## Armas

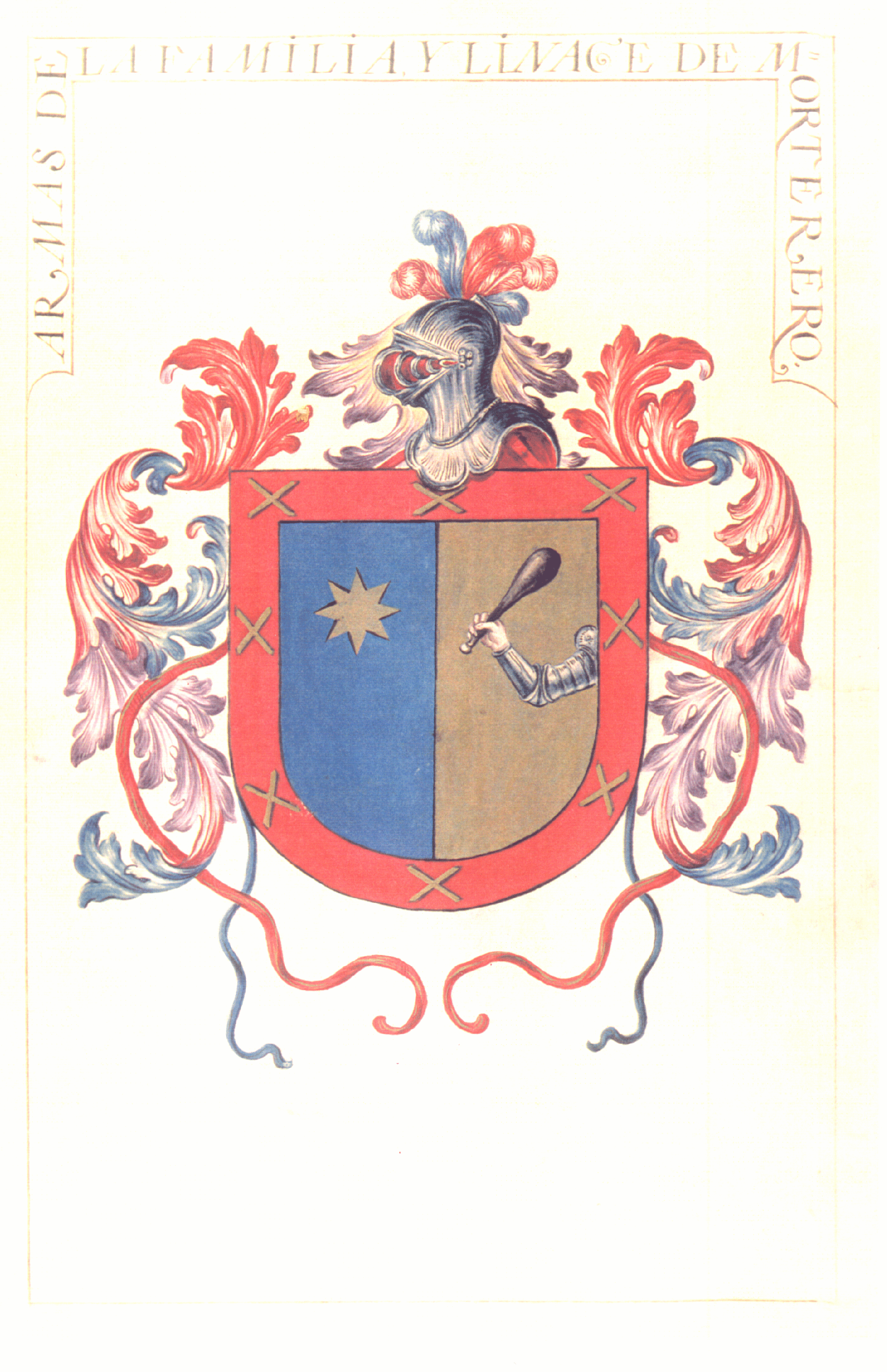
Armas de la Familia y Linaje de Morterero Valdearenas,.

El escudo de armas privativo del linaje originario de Valdearenas es el siguiente: partido, el primer cuartel en azur ostenta una estrella de ocho puntas en oro, el segundo cuartel, en oro, muestra un brazo armado sosteniendo una maza y la bordura aspada española, en gules, lleva ocho cruces de San Andrés en oro.
El cronista Rey de Armas Vicente de Cadenas, recoge en su Repertorio las siguientes armas para el apellido Morterero, sin especificar a que linajes corresponden: En gules, un castillo, de plata, con dos leones empinados a sus muros; En oro, un grifo, de gules.

## SigloXX
En el último siglo, destacados miembros de esta familia han sido Conrado Morterero Simón, archivero e historiador, autor de obras como Apuntes de iniciación a la paleografía española de los siglos XII a XVII, Catálogo sistemático de la Biblioteca del Ilustre Colegio Notarial de Madrid y como coautor en ÍIndice nobiliario español, La nobleza en las armas: Noble Guardia de Arqueros de Corps y El Escorial, octava maravilla del mundo; Mariano Pérez Morterero, banquero, Medalla al Mérito en el Trabajo (2000) y primer triunfador de «Los Sabios del Toreo», concedido por el Círculo Cultural Taurino Internacional; y María del Carmen Cerdeira Morterero, Senadora por Ceuta en la tercera (1986/1989) y cuarta legislaturas (1989/1993) y Parlamentaria Europea (1999-2003) adscrita al Grupo Socialista Europeo.